# Kamenice (Zákupy)
Kamenice (dříve Německá Kamenice, německy Deutsch Kamnitz, za okupace jen Kamnitz) je vesnička připojená v roce 1980 k Zákupům v okrese Česká Lípa. Od Zákup je vzdálená severovýchodně necelé 3 km. Žije zde asi 174 obyvatel v 70 staveních, z nichž část patří chalupářům. Vesnicí protéká Kamenický, do roku 1945 nazývaný Zlatý potok (Gold-Bach), nad nímž je ves ohraničena Kamenickým kopcem.

## Historie
Díky středověké kolonizaci se zde usadili od 14. století převážně Němci. První písemná zmínka se datuje rokem 1395, kdy byl zmiňován v 13 km vzdálené České Lípě konšel Mikuláš z Kamenice. V roce 1399 Kamnitz darovací smlouvou Václav IV. předal Hanušovi Pancířovi ze Smojna, od nich je získali Berkové z Dubé, poté Novohradští z Kolowrat. Dále je vrchnost společná se Zákupy. V obci byla už roku 1612 výsadní krčma. Do roku 1849 zde byla rychta, od té doby obecní úřad. V roce 1712 zde byla postavena velká, dnes již neexistující kaple sv. Prokopa. Většina historických událostí obce se pojila s nedalekými Zákupy a vývojem Sudet.

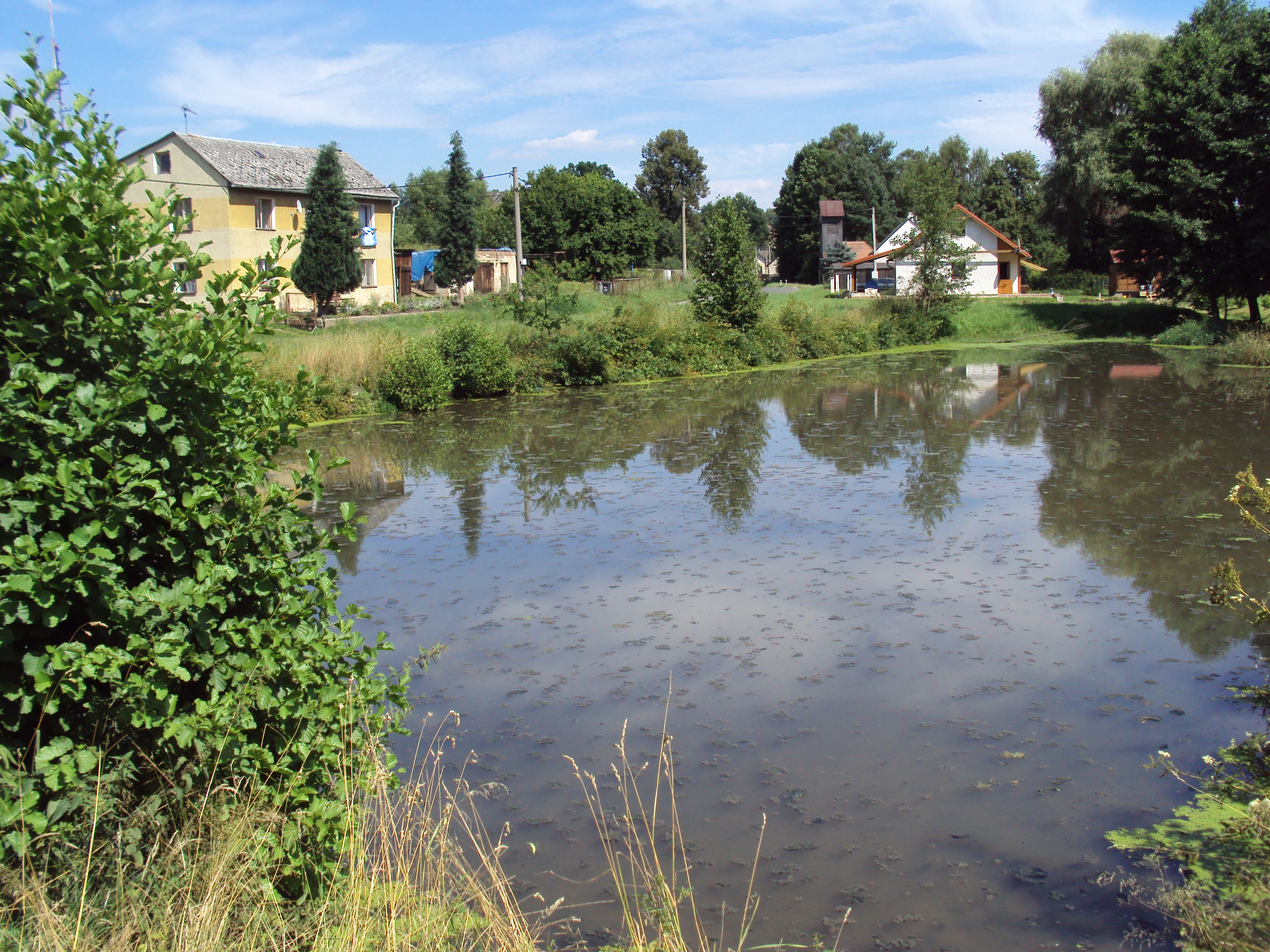
Požární nádrž ve středu obce

Po II. světové válce byl 5. července 1945 založen Místní národní výbor, v jehož čele byl Josef Šubrt. Jsou zaznamenána jména dalších předsedů MNV: Josef Kos, Jaroslav Kupec, 1961–1964 J. Hlavnička, 1964–1976 František Hendrych, 1976–1980 J. Pokorný. K 1. červenci 1980 byla Kamenice připojena k Zákupům.

## Obyvatelstvo

### Počet domů a obyvatelstva
Dle Ottova slovníku zde bylo v roce 1890: 77 domů, 344 lidí, Kamnitz patřila pod hejtmanství Česká Lípa, tehdejší okres Mimoň, faru Zákupy. O 40 let později: v Kamenici 348 Němců, 2 Češi, 5 cizinců, to v 76 domech. K 1. 1. 1965 je uváděno v Lexikonu obcí ČSSR 43 obytných domů s 51 byty, z nichž 27 bylo postaveno před rokem 1879 a jen 3 v období 1946–1961. K 31. 12. 2006 bylo na matrice Městského úřadu Zákupy zaevidováno 174 obyvatel. Katastr obce je 662534.

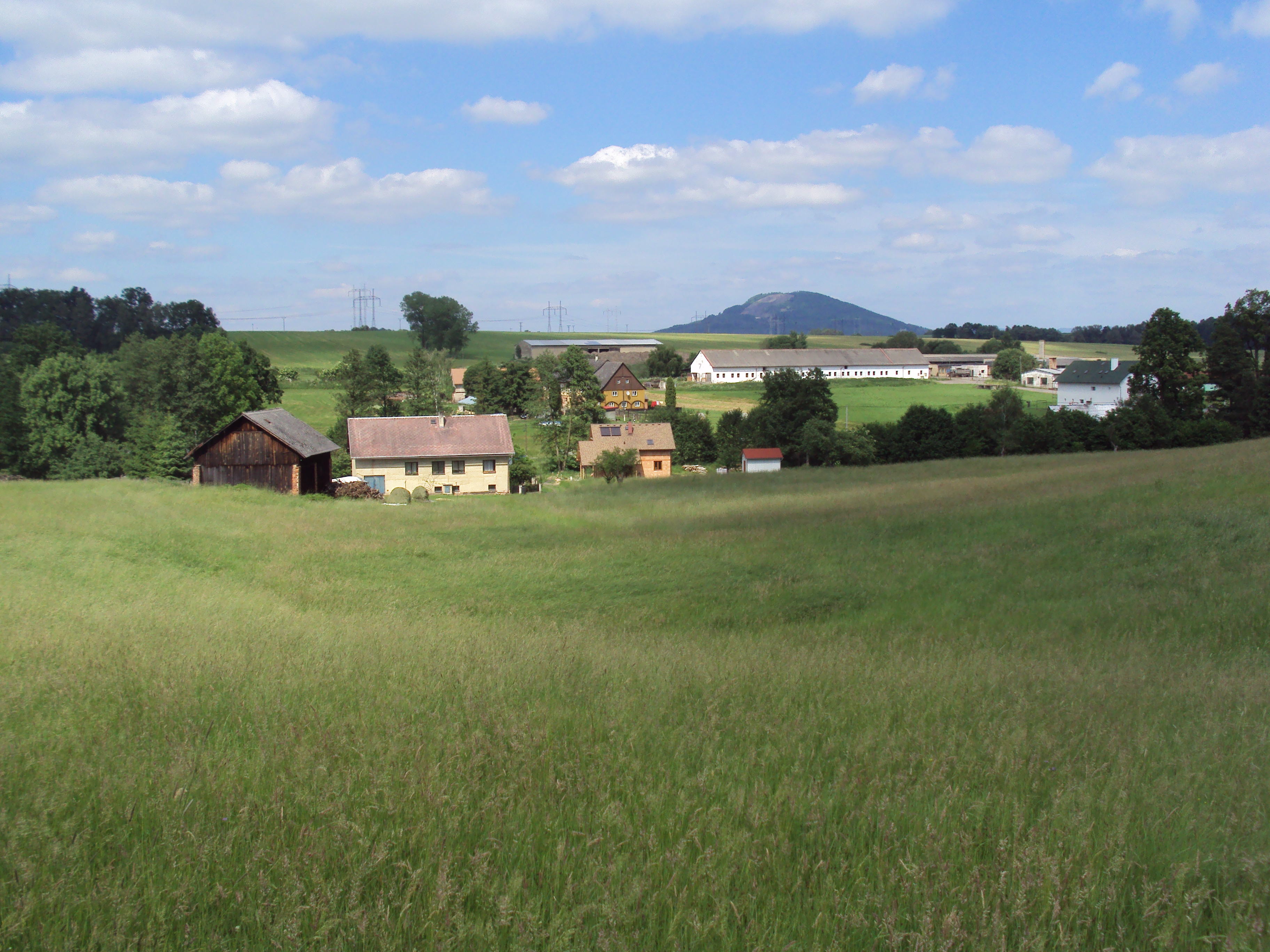
Kamenice zkraje shora

| Rok            | 1834 | 1890 | 1909 | 1930 | 1950 | 1961 | 1970 | 1980 | 1991 | 2000 | 2006 | 2008 |
| -------------- | ---- | ---- | ---- | ---- | ---- | ---- | ---- | ---- | ---- | ---- | ---- | ---- |
| Počet obyvatel | 427  | 344  | 412  | 365  | 192  | 212  | 178  | 167  | 140  | 159  | 174  | 176  |

### Společenský život
Před rokem 1945 zde působily čtyři německé spolky: Hasiči, Svaz německé zemědělské mládeže (1920-1930), Školní spolek a Ženský pohřební spolek. Zachovala se kronika druhého z nich, je nyní v Státním okresním archivu v České Lípě.
V roce 1952 byl ustaven výbor žen, jehož předsedkyní byla Zdena Cibulková. Počátkem 50. let byla založena Osvětová beseda, v šedesátých letech po nečinnosti zrušena a péči o kulturu v obci převzala kulturní komise. Od roku 1957 do roku 1962 se stavěl kulturní dům (dnešní obchod), ale i poté byl zájem o kulturu, včetně místní lidové knihovny, slabý. V roce 1958 byla založena TJ Sokol Kamenice (viz dále). V letech 2000-2002 v malé budově s dřevěnou věžičkou (někdejší hasičská zbrojnice) působil oddíl Junáka, od roku 1998 pořádala motorkářské srazy zdejší Restaurace U Šerifa, od roku 2001 zde pracuje Osadní výbor Kamenice.

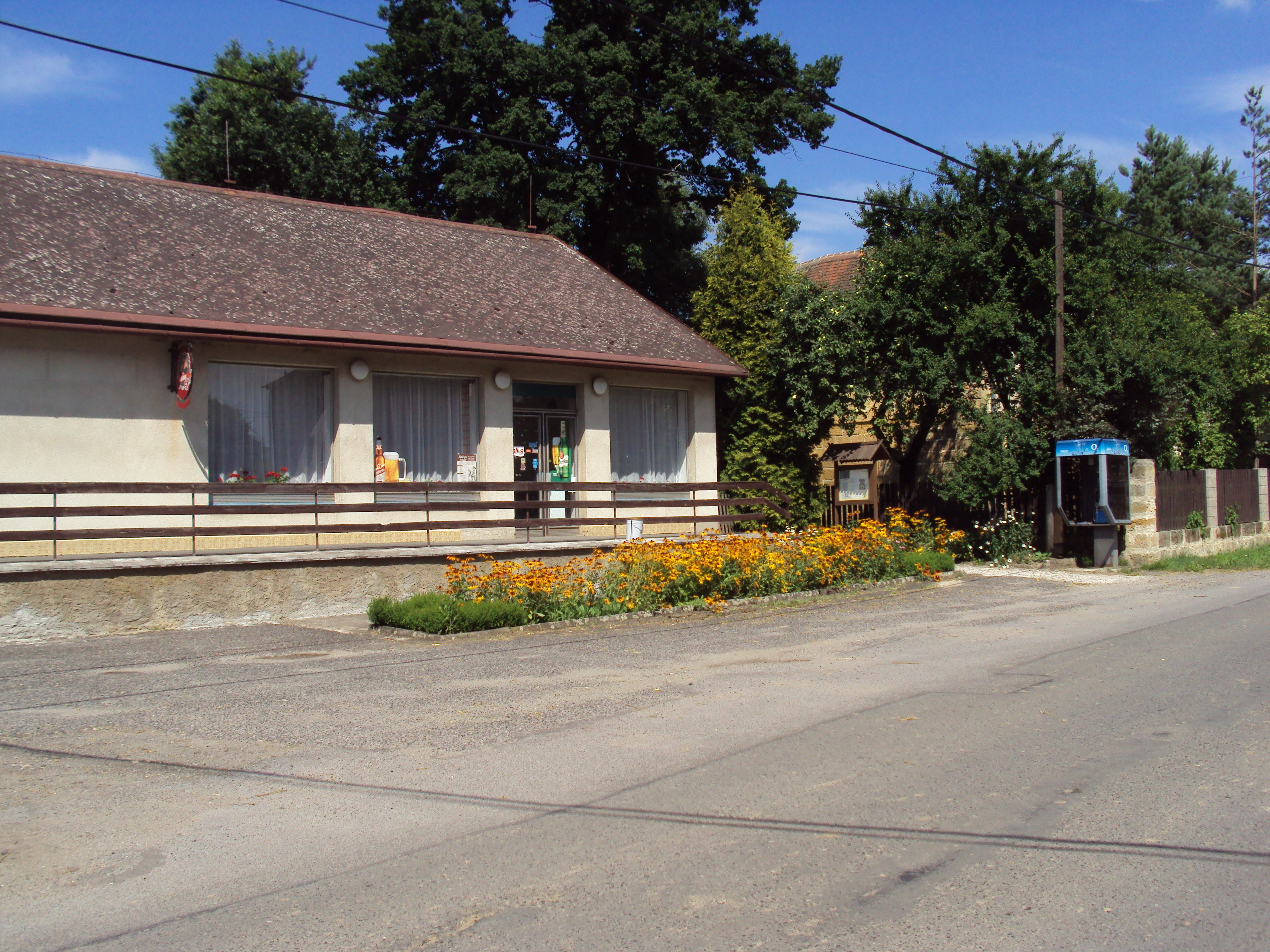
Obchod, telefon, infodeska

## Školství
Škola je zmiňována roku 1785 jako dřevěná jednotřídka s učitelem Knoblochem. Přestavovaná byla v roce 1873 a vyzděná roku 1889. Do roku 1945 se zde vyučovalo německy. Od 1. března 1946 učitel Karel Vacek v jednotřídce zahájil vyučování v češtině. Postupně byla přestavována a rozšiřována, až zde vznikla v letech 1961-1963 devítiletka. K 30. červnu 1963 byla zrušena, děti převedeny do školy v Brništi, dnes většina dojíždí do nové školy v Zákupech. Budova byla později zbořena.

## Hospodářství
Většina obyvatel se zabývala zemědělstvím a drobnými řemesly. Po roce 1950 zde vzniklo JZD Kamenice, od 2. listopadu 1961 bylo včleněno jako farma do družstva JZD Nástup Brniště. Dnes pod názvem ZOD Brniště okolní pole stále obdělává, v obci má dodnes stáje dobytka. V roce 1965 bylo 114 lidí v pracovním věku, z nich 34 % lidí pracovalo v průmyslu, 49 % v zemědělství, 47 % mělo práci v obci. Nyní zde existuje Areál autoopravny s restaurací, obchod, několik autodopravců, stáje, nevelká opravna zemědělské techniky a firma zabývající se výrobou plastových nádrží. Většina obyvatel za prací dojíždí, hlavně do Zákup a České Lípy.

## Doprava
Není zde vedena železniční trať, jediná průchozí silnička byla vybudována v letech 1854–1869, dnes patří mezi komunikace III. třídy, vede od Zákup do Grunova, odtud jsou odbočky buď na Mimoň nebo Brniště. Veřejnou dopravu obstarává 2–3× denně o všedních dnech ČSAD Česká Lípa autobusy.

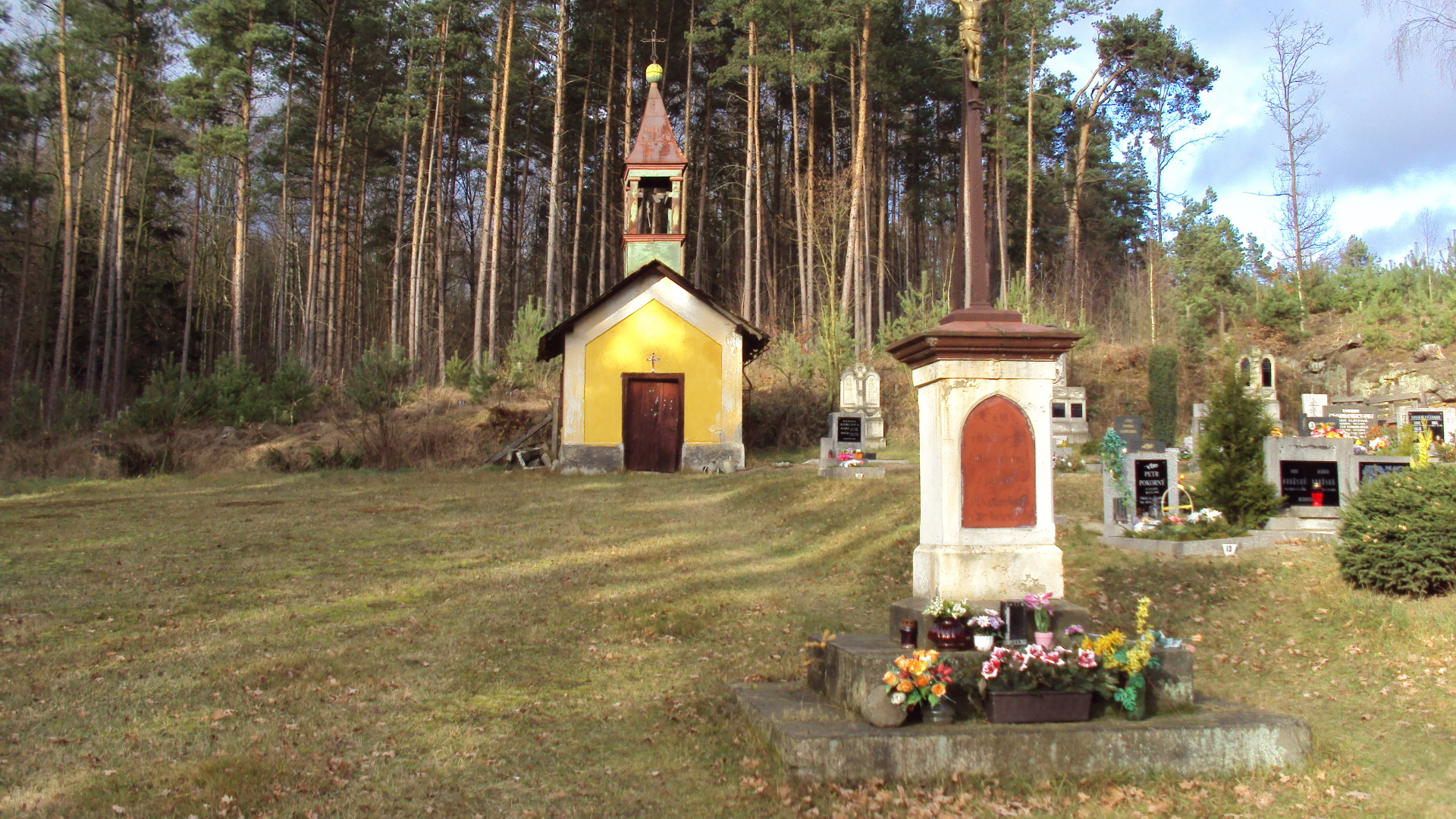
Hřbitov v Kamenici u Zákup

## Sport

### FC Kamenice
S pomocí české posádky parašutistů z nedalekých Zákup, kteří měli v Kamenici své hospodářské budovy, se postavilo v roce 1957 ve vsi hřiště a rok poté zde vznikl TJ Sokol Kamenice. Hřiště se později upravilo, postavily se zde kabiny. Hrálo zde hlavně družstvo mužů, krátce i žáci i dorost. Muži hráli do roku 1980 nejnižší existující soutěž, tedy okresní IV.třídu, pak rok třída III, od roku 1981 třída druhá a v letech 1997-2000 i krajskou I.B třídu. Klub se v roce 1998 přejmenoval krátce na 1.FC JOY Kamenice, od roku 1999 se dodnes jmenuje FC Kamenice a je zaregistrován v ČSTV pod ČMFS s číslem 401022 . V současnosti zde hrají jen muži II.třídu okresního přeboru Českolipska. Dnes je jedinou zdejší společenskou organizací.
Fotbalový tým mužů zakončil sezonu 2010/2011 v II. třídě okresu Česká Lípa na 12. místě čtrnáctičlenné tabulky. O rok později byl ve stejné soutěži šestý.

## Areál hřbitova
Na okraji obce směrem od Zákup je hřbitov. Velká část náhrobků původního německy hovořícího obyvatelstva byla po roce 1970 zlikvidována. V areálu hřbitova je malá budova někdejší márnice, upravená později jako kaplička. V říjnu 2013 byla provedena její rekonstrukce. Během ní byla v kupoli objevena německy psaná listina z roku 1928.